# Friedemann Schmidt-Mechau

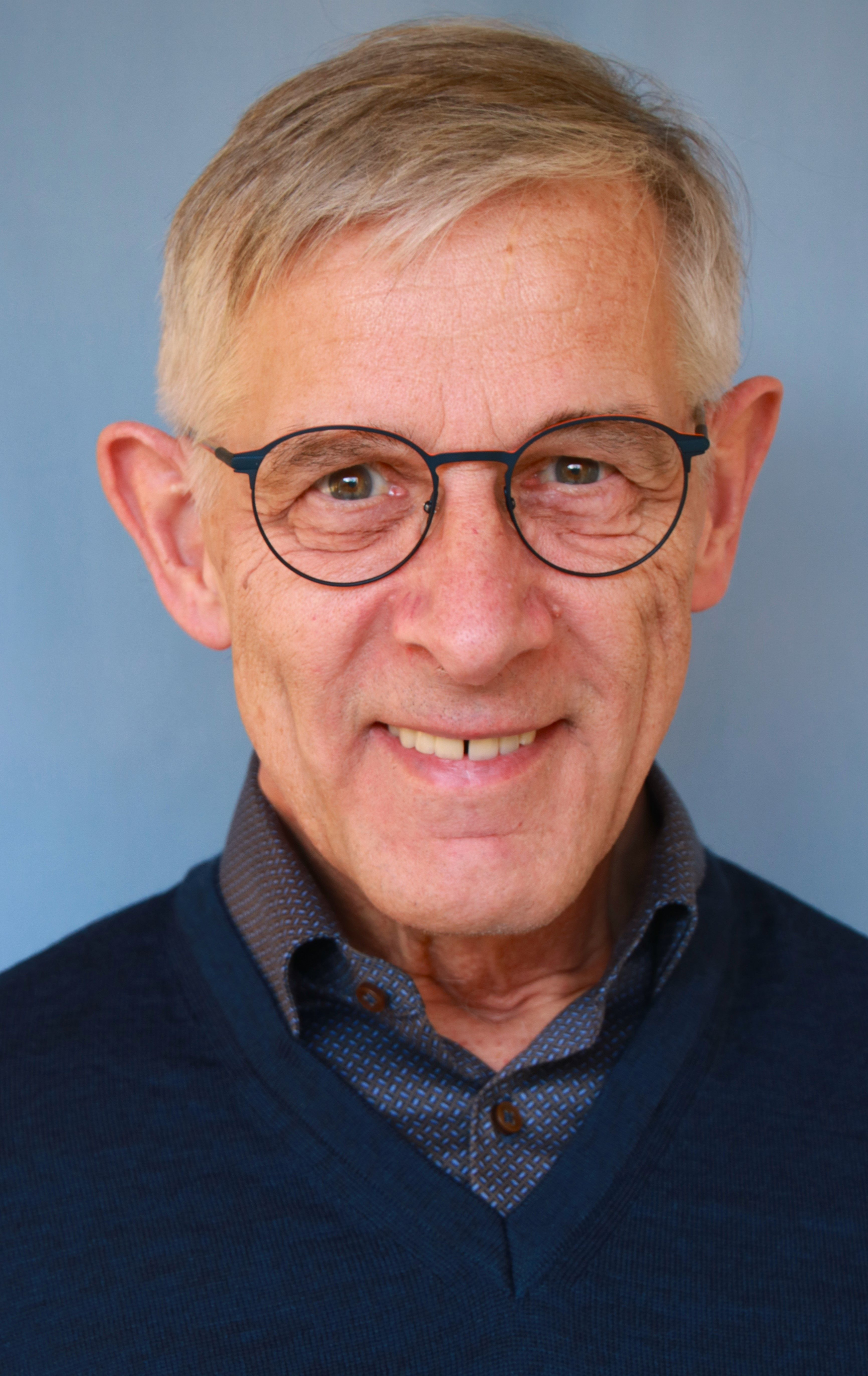
Porträt: Friedemann Schmidt-Mechau 2017

Friedemann Schmidt-Mechau (* 8. Januar 1955 in Frankfurt am Main als Friedemann Schmidt) ist ein deutscher Komponist und Chorleiter.

## Leben
Friedemann Schmidt-Mechau wuchs in einer musikinteressierten Pfarrerfamilie in Gambach/Oberhessen bis 1963, danach im niedersächsischen Oldenburg auf. Ab 1971 absolvierte er eine Ausbildung zum Tischler, legte 1982 die Meisterprüfung ab und arbeitete bis 1986 im Tischlerberuf.
Ab 1986 studierte er an der Carl von Ossietzky Universität Oldenburg Musik (bei Gustavo Becerra-Schmidt und Gertrud Meyer-Denkmann) sowie Geschichte und Kunst, daneben Philosophie und Mathematik. Ab 1988 studierte er außerdem an der Hochschule für Künste Bremen Komposition bei Jens-Peter Ostendorf und Klavier.
1990 gründete er zusammen mit Eckart Beinke den Verein „oh ton – Förderung aktueller Musik in der Provinz e. V.“ und organisierte dort bis 1995 zahlreiche Konzerte mit neuer Musik im Bezirk Weser-Ems und war Mitbegründer und künstlerischer Leiter des oh ton-Ensembles – Kammerorchester für neue Musik.
Seit 1992 arbeitet er als freischaffender Komponist, Pianist und Chorleiter und verwendet den Künstlernamen Schmidt-Mechau. 1995 war er Referent am Wiener Sommerseminar für Neue Musik als Stipendiat des Auswärtigen Amtes. Ab 1997 wirkte er als Assistent von Gertrud Meyer-Denkmann und unterstützte sie bei der Herausgabe mehrerer Buchveröffentlichungen.
Als Chorleiter leitete er seit 1986 verschiedene Chöre: Er war Gründer und Leiter des JazzDeChor Oldenburg und leitete in Folge den Chor Die Liederlichen, den Justizchor Oldenburg und den Chor Die TonCoolen. Nach seiner Übersiedelung nach Frankfurt am Main im Jahr 2014 leitet er dort seit 2015 den Jazzchor Frankfurt-West. Im Zuge der Chorleitertätigkeit verfasste Schmidt-Mechau eine große Anzahl von Chor-Bearbeitungen (ca. 160 Arrangements vor allem von Jazz-, Beat-, Rock-, Pop-Titeln, Chansons und Schlagern). Zudem legte er eine Sammlung von Liedern der Anti-Atomkraft-Bewegung an.
Von 2008 bis 2013 veranstaltete er in Oldenburg die Konzertreihe „Bach.heute“ sowie von 2014 bis 2019 die Konzertreihe „Alte Meister“ des Cellisten Matthias Lorenz. Seit 2018 verfasst er für die „Gesellschaft der Freunde und Förderer des hr-Sinfonieorchesters“ die Konzerteinführungen zu den hr-Sinfoniekonzerten.
Schmidt-Mechau lebt heute in Frankfurt am Main.

## Werk
Schmidt-Mechau betrachtet sein kompositorisches Schaffen als eine Stellungnahme zu den Zuständen und Entwicklungen seiner humanen und natürlichen Lebenswelt. Die Gegenwart und ihre Widrigkeiten zu übergehen, zu beschönigen oder harmonikale Ersatzwelten zu kreieren, lehnt er ab. Vielmehr möchte er zur Gewohnheit gewordene Hör-, Verhaltens- und Denkweisen hinterfragen. Darin sieht er die Möglichkeit, den Widersprüchen und Absurditäten der Existenz neue Schönheit abzugewinnen. Entsprechend fasst er seine Musik politisch auf. Denken und Fühlen gehören für ihn untrennbar zusammen und sind in ihrer Verbindung unverzichtbare Bestandteile der musikalischen Wahrnehmung. Seine musikalische Sprache verwendet kontrapunktische Mittel – Widersprüche, die auf Ausdruck abzielen und mittels derer die Musik zur Aussage wird.
Dieses dialektische Denken bringt ihn zu einer polyphonen Verbindung verschiedenster sinnlicher Elemente, wie Töne, Geräusche, Szenisches, Bildliches, Sprache, Gestisches usw. Dies führt allerdings nicht zu der Auffassung eines Gesamtkunstwerks, die einzelnen Elemente bleiben diskret und stehen häufig unvermittelt neben- und gegeneinander, z. B. in „befreite Wurzel aus Erinnerung“ oder „Wildwechsel oder ‚Wer hat den röhrenden Hirschen abgehängt?’“. Er folgt hier der Benjamin’schen Vorstellung einer „Dialektik im Stillstand“. Bei der Integration der Elemente arbeitet er mit aus der Musikgeschichte adaptierten Variationsmethoden, die durch die Anwendung nicht-linearer Logiken, unscharfer Mengen u. ä. erweitert werden, z. B. in „Haut“ oder „Zwischenzeit“. Die traditionellen Verfahren Umkehrung und Krebs erweitert er unter Einbeziehung der Zeit in eine zeit-räumliche Drehung, so in „Aposiopesis“ und „am Rande bin, konzentrisch“. Das Verfahren wird in „Nähe und Krümmung“ dreidimensional.
Häufig komponiert er Strukturen, bei denen gleichzeitig, aber zeitlich und rhythmisch unabhängig voneinander gespielt wird oder bei denen Einsatzfolgen mit eigenzeitlichen Prozessen organisiert sind, so etwa in „Umrisse eines Wir“ und „Leuchtfeuer“.
Immer wieder thematisiert Schmidt-Mechau gesellschaftliche Rituale der Wahrnehmung (z. B. in „Sieben kleine Sätze für Geige Cello und Klavier“),. Das Verhältnis von Unikat und Reproduktion wird hinterfragt – eine größere Anzahl von Kompositionen verlangt bei jeder Aufführung eine andere Zusammensetzung, manche Stücke haben eine limitierte Aufführungsanzahl – so bei „um Ecken“, „Gratwandlung“, „Blickwinkel“ und „abweichende Erwartung“. Immer wieder untersucht Schmidt-Mechau auch die Grenzen und Möglichkeiten von Offenheit oder Geschlossenheit des musikalischen Werks. Beispiele dafür finden sich in „Fehlversteck“ oder „Dreh dich nicht um“.
Schmidt-Mechaus Musik ist überwiegend reduziert und leise, häufig mit Pausen durchsetzt. Eine Überwältigungsästhetik oder oberflächliche Virtuosität bezeichnet er als „Spektakel“. Er bezieht sich damit auf Guy Debord und negiert solche Vorstellungen als Affirmation von Macht. Doch seine Musik verlangt den Musikern großes Können und den Hörern Aktivität und Bewusstheit ab.

## Kompositionen (Auswahl)

### Werke für Orchester und Ensemble
- am Rande bin, konzentrisch, für Schlagzeug, Streich-Quintett und Orchester (1990)
- befreite Wurzel aus Erinnerung, für fünf Ensemble-Gruppen (1995)
- Wendung ins Offene, für Orchester (1995)
- Haut, für elf hölzerne Fensterbänke im Lichthof des Professorenhauses zu Lingen (1996)
- Zwischenzeit, für 3 Ensemble-Gruppen á 2 bis 6 Instrumente (2001)
- Umrisse eines Wir, sieben Stücke für Chor und Orchester, Texte von Cyrus Atabay.  George W. Bush (2004)
- Dreh dich nicht um, für vier Ensemblegruppen (2009)
- Marxgespenster, für Bariton und Ensemble, Text von Anna Seghers (2018)
- Distanz und Kollision, Largo für Ensemble (2020)
- Schattenwurf, für Klavier und Orchester (2021)

### Werke für Chor und Stimme
- im großen Dazwischen, nachtüber, Musik in zehn Variationen für gemischten Chor, Schlagzeug, Violine, Violoncello und Klavier (1992)
- Leuchtfeuer, für gemischten Chor, Texte von Cyrus Atabay (2009)

### Solowerke
- Aposiopesis, für Violoncello (1990)
- Das Nie, das Vorher und das Vielleicht, für Schlagzeug (1992)
- Morgenlachen, für Violoncello, Motto von William Shakespeare (1997)
- Kanten, Kränzchen, Krempel, kleine Stücke für Klavier.
- Ent-Gegnung, für Violoncello, Text von W. G. Sebald (2019)

### Kammermusik
- Von der schwarzen Erde dieser Welt, Konzert-Zyklus aus 17 Musikstücken für 2 Blockflöten, Chitarrone, Viola da Gamba und Cembalo und 16 Texten über das Exil von Zafer Şenocak, Erich Fried et al. (1992)
- Differenz und Begegnung, für Tenor-Saxophon und Schlagzeug (1994)
- temAmorph, für Altflöte, Posaune, Frauenstimme, Schlagzeug und Violoncello (1996)
- Überschneidung im Außerhalb, für zwei Schlagzeuger und zwei Pianisten (1999)
- Sieben kleine Sätze für Geige, Cello und Klavier (2001)
- Wildwechsel oder „Wer hat den röhrenden Hirschen abgehängt?“, für Oboe, Klarinette und Fagott, Texte von Friedrich Nietzsche (2006)
- Nähe und Krümmung, Rondo für das elole-Klaviertrio zum zehnjährigen Bestehen (2011)

### Bühnenmusik
- Pompinien, Bühnenmusik für Viola sola, zum Schauspiel „Pompinien“ von Ingeborg von Zadow (1999)
- Schattenriss, Bühnenmusik für Bassethorn in F und Zuspiel, zum Schauspiel „Schattenriss“ von Lilly Axster (2000)
- Kleine Männer, Bühnenmusik zum Schauspiel „Kleine Männer“ von Tiziana Lucattini (2001)

## Diskografie
Die CD Palimpsest der Camerata Moderna beinhaltet Schmidt-Mechaus Kompositionen „Frühlingsmalmen“ für Viola da Gamba und Cembalo, „der Rose Salz“ für Chitarrone und „zueinander verstört“ für 2 Blockflöten, Chitarrone, Viola da Gamba und Cembalo.

## Preise und Stipendien (Auswahl)
- 1991: Kompositionspreis des Kulturkreises der deutschen Wirtschaft im BDI und der Gesellschaft für Neue Musik für das Stück „am Rande bin, konzentrisch“ (1990)[1]
- 1993: Kunstpreis der Stadt Cloppenburg für die Komposition    „im großen Dazwischen, nachtüber“ (1993)[23]
- 1994: Jahresstipendium des Landes Niedersachsen[1]
- 1995: Stipendium des Auswärtigen Amtes[1]
- 2015: Preis des internationalen Wettbewerbs Composer’s Voice, New York, für die Komposition „Wenn eines Abends …“[1]
- 2020 Arbeitsstipendium des Hessischen Kulturfonds und des Landes Hessen.